# 洪蘭坡
洪 蘭坡（ホン・ナンパ、홍난파、1898年3月19日 - 1941年8月30日）は、朝鮮出身の作曲家、ヴァイオリニスト。東京音楽学校予科出身。本名は洪 永厚 (ホン・ヨンフ、홍영후)、日本名は森川 潤。本貫は南陽洪氏。
「鳳仙花」「故郷の春」などの歌曲を作曲し、朝鮮歌曲の先駆者と称えられている。

## 人物
京畿道華城市出身。伝統楽器を愛好していた父の元で育ち、ヴァイオリンをおもちゃではあったが独学で習う。1911年にプロテスタントの洗礼を受ける。中央基督教青年会中学部在学中にアルバイトで金をためてヴァイオリンを購入。その後、音楽の夢を捨てられずに1918年に日本へ渡り、東京音楽学校予科へ通う。
在学中の1919年にヴァイオリンを質に入れてまで三・一運動に身を投じるが運動は失敗し、洪も学校を中退して帰国。その後、1920年に短編小説集「処女魂」を発表する。その前書きに載せたヴァイオリン独奏曲「哀愁」に、1926年になって友人の金享俊がホウセンカに託して民族の苦難を詠った詩を付けたのが「鳳仙花」である。その後は作曲家、ヴァイオリニストとして活動したが、｢鳳仙花｣が知られるようになったことが災いし、官憲から監視・拷問を受けたのが元で44歳で他界した。
だが、日本統治時代に軍歌などを作成したことなどから、2008年4月に韓国の進歩派（左派）団体民族問題研究所により親日人名辞典にリストアップされた。京畿道で開かれている「蘭坡音楽祭」のウェブサイトには、「親日派の名前を冠した音楽祭を開くなんて、一体何を考えているのか」という抗議が殺到した。
遺族が親日反民族行為真相糾明委員会を提訴したことにより、2009年11月27日に発表された親日派リスト第3期（1937年-1945年）からは除外されたが、2010年の判決により再び掲載するようになった。

## 関連著作
- 「鳳仙花―評伝・洪蘭坡」、遠藤喜美子著、 文芸社、2002年 ISBN 4835531736
- 『禁じられた歌　朝鮮半島音楽百年史』 田月仙 著書、 中公新書ラクレ（2008年1月）